# Christophe Dal Sasso
Christophe Dal Sasso (né le 8 août 1968 à Hyères) est un musicien (trompette, flûte), compositeur et arrangeur de jazz français. Son style révèle, « à la manière de Gil Evans, l’expressivité individuelle des solistes de jazz à des procédés compositionnels en partie empruntés à la tradition savante occidentale. » Il dirige également l'ensemble Dal Sasso Big Band.

## Biographie
Christophe Dal Sasso s'initie à la  la musique dès l’âge de huit ans dans l’orchestre d'harmonie de Hyères. Il étudie la trompette à partir de ses douze ans à l'école de musique de La Londe-les-Maures puis dans celle de Solliès-Toucas dans la classe d'Yvan Belmondo, père du saxophoniste Lionel Belmondo et du trompettiste Stéphane Belmondo. Yvan Belmondo intègre Christophe Del Sasso à l'âge de 14 ans dans son big band où il rencontrera les frères Belmondo et se liera avec eux une amitié durable. Une amitié fraternelle et durable était née. Il débute l'étude du jazz auprès de Tony Petrucciani, frère aîné du pianiste Michel Petrucciani, de 1985 à 1989.
De 1986 à 1990, il joue comme trompettiste dans de nombreux orchestres de variétés de la région P.A.C.A. ; il accompagne notamment Jane Manson, Georges Guétary, Gilbert Montagné, Bernard Lavilliers...
Comme trompettiste professionnel, il s'installe à Paris en 1990 et joue dans des formations comme Mambomania de 1991 à 1997 ; il suit en parallèle pendant quatre ans les cours de l’arrangement d'Ivan Jullien au CIM. En 1994, il y obtient le diplôme d’étude supérieure d’arrangement-composition-orchestration (médaille d’or). En 1992, il reçoit le premier prix d’orchestre du Concours de jazz Heineken à La Villette.
En 1997, il crée un big band, qu’il codirige avec Lionel Belmondo. Il enregistre avec cette formation un premier album intitulé Ouverture   en 2002, dont les arrangements intègrent les influences d'arrangeurs modernes du jazz de Bob Brookmeyer, Bill Holman, Marty Paich et Tom Harrell. Il enregistre la même année une orchestration de la composition en quatre mouvements A Love Supreme de John Coltrane ; il présentera en 2009 une transposition pour big band, au festival de Marciac (enregistré en 2014). Son big band s'appuie sur des musiciens majeurs comme Pierre de Bethmann, Thomas Savy, David El-Malek...
À partir de 2001, il joue également comme flûtiste. De 2005 à 2008, il joue cet instrument dans l'ensemble de Samy Thiébault.
Christophe Del Sasso a commencé sa carrière musicale dans le Var en cheminant avec les frères Belmondo ; il participe à leur album , Hymne au soleil (2002), hommage jazz aux œuvres de Lili Boulanger et de compositeurs français pour orgue liturgique. Il participe également avec eux à Influence (2005), album avec le saxophoniste Yusef Lateef. Il réalise en 2005 l'album Exploration, « autour de la personnalité et des concepts harmoniques développés par le saxophoniste David Liebman ». Ce dernier lui passe commande d’une œuvre créée par l’Ensemble Intercontemporain. Il participe à des projets d'arrangement comme celui de David El-Malek pour une version symphonique de Music from Source pour l’Orchestre national de Lyon.
Il devient un orchestrateur reconnu pour des productions de Milton Nascimento, Fredrika Stahl, Jean-Luc Ponty... Christophe Dal Sasso compose pour des formations de taille variable où les influences  de compositeurs contemporains comme Igor Stravinsky et Henri Dutilleux; il a recours à des techniques d’écriture contemporaine dans les albums Prétextes (2011), Ressac (2013) avec récitant.
Il fonde, en 2009, le festival de jazz de La Londe-les-Maures.
De 2011 à 2014, il est flûtiste dans l’orchestre de Lionel Belmondo, Hymne au Soleil. Depuis 2016, il est flûtiste dans l’orchestre d’Eduardo Vals « Kanabayen »
Christophe Del Sasso mène également une activité pédagogique.

## Récompenses
- 1992 : premier prix d’orchestre du Concours de jazz Heineken à La Villette (Paris).
- 2005 : Prix Djangodor de la création avec le soutien de la « Sacem » pour son premier album Ouverture.
- 2006 : Choc Jazzman de l'année pour l'album Exploration par le magazine Jazzman.
- 2012 : 4 clés Télérama pour l’album Prétextes.
- 2013 :  4 clés Télérama pour l’album Ressac.
- 2014 : 4 clés Télérama pour l’album A Love Supreme, en collaboration avec Lionel Belmondo
- 2020 : Victoires du Jazz, groupe de l'année
- 2024 : Jazz Mag 4 étoiles pour l'album Chick Corea's "Three Quartets" Revisited

## Discographie
En tant que leader
- Exploration par  Dal Sasso Nonet, avec Dave Liebman, (Nocturne, 2006)
- Ressac par Dal Sasso Nonet, (Discograph / Harmonia Mundi, 2013)
- Spring par Dal Sasso / Mandin Septet, (Mouissaline prod/ digital uniquement, 2013)
- Les Nébuleuses par Dal Sasso octet, (Mouissaline prod/ jazz & people, 2016)

En tant que sideman
Dal Sasso Big Band (voté meilleur groupe aux victoires du Jazz en 2020)
- Ouverture (Nocturne, 2004)[2]
- Prétextes (Bflat Recording /Discograph, 2011)
- A love Supreme (Jazz & People, 2014)
  - par Dal Sasso/Belmondo Big Band : Stéphane Belmondo, Erick Poirier, Laurent Agnès (trompette), Merrill Jerome Edwards (trombone), François Christin (cor d'harmonie), Bastien Stil (tuba), Dominique Mandin (sax alto), Lionel Belmondo, Sophie Alour, Guillaume Naturel (sax ténor, clarinette, flûte), Laurent Fickelson (piano), Clovis Nicolas (basse), Philippe Soirat ou Dre Pallemaerts (batterie), Christophe Dal Sasso (arrangement, direction), Allonymous (voix).
- The Palmer Suite, (Jazz & People - JPCD 819006, 2019)
- John Coltrane's Africa / Brass Revisited, une série de compositions, arrangées à l'origine par Eric Dolphy, (Jazz & People, 2021)[3]

« Les concerts hommage sont rarement aussi exceptionnels que les musiciens qu’ils entendent célébrer. Plus rares encore sont les enregistrements de concerts à la hauteur de l’hommage, surtout quand il s’agit d’une figure aussi imposante que John Coltrane. John Coltrane’s Africa/Brass Revisited est une exception inhabituelle à cette règle. »

— Ashley Kahn, auteur de A Love Supreme: The Story of John Coltrane's Signature,  Extrait du texte de pochette. 
- Chick Corea's "Three Quartets" Revisited, avec David El-Malek, Stéphane Guillaume et Rick Margitza, saxophones (Jazz Mag 4 étoiles, 2024)[4]
  - avec : Christophe Dal Sasso : direction musicale et flûte ; David El-Malek : saxophone tenor ; Stéphane Guillaume : flûte, saxophone ténor et soprano ; Rick Margitza : saxophone ténor ; Thomas Savy : clarinette et clarinette basse ; Nicolas Folmer : trompette et bugle ; Christian Martinez : trompette ; Denis Leloup : trombone ; Jerry Edwards : trombone ; Pierre de Bethmann : piano ; Manuel Marchès : contrebasse ; Franck Agulhon : batterie

## Compositions et arrangements
Christophe Dal Sasso a réalisé de nombreuses commandes d'arrangement et de composition pendant sa carrière (orchestre symphonique de Dresde (Allemagne), Harmonie du Havre, Big Band de la Musique des équipages de la Flotte (Toulon)...). On notera notamment
- 1997 : arrangements pour l’ Open Jazz 83 (orchestre régional PACA)
- 2009 : création « La Londe jazz festival » pour Glenn Ferris
- 2012 : le Dal Sasso Big Band crée une suite en onze mouvements inspirée par la nouvelle  Le Horla de Maupassant.
- 2016 : Voyage musical dans l'univers d'Antoni Gaudi, suite pour orchestre et deux piano, avec l'orchestre d'Auvergne